# Polezhaevaïta-(Ce)
La polezhaevaïta-(Ce) és un mineral de la classe dels halurs. És l'anàleg d'estronci i ceri de la gagarinita-(Y).

## Característiques
La polezhaevaïta-(Ce) és un halur de fórmula química NaSrCeF₆. Cristal·litza en el sistema hexagonal.
Segons la classificació de Nickel-Strunz es troba classificada al grup 3.AB. (Halurs simples sense aigua). Comparteix grup amb els següents minerals: Fluorocronita, tolbachita, Sel·laïta, Cloromagnesita, coccinita, Scacchita, Fluorita, Frankdicksonita, Strontiofluorita, Tveitita-(Y), Gagarinita-(Y), Gagarinita-(Ce) i lawrencita.

## Formació i jaciments
S'ha descrit només a la seva localitat tipus, a la Península de Kola.